# Tepeçaylak, Tarsus
Tepeçaylak là một xã thuộc huyện Tarsus, tỉnh Mersin, Thổ Nhĩ Kỳ. Dân số thời điểm năm 2011 là 190 người.